# Агия Параскеви (Атика)
Вижте пояснителната страница за други значения на Агия Параскеви.

Агия Параскеви е град в Гърция. Населението му е 59 500 жители (2001 г.), а площта 7,935 кв. км. Намира се в часова зона UTC+2. Пощенският му код е 153 xx, телефонният 210, а кодът на МПС I. Част е от Атинския метрополен район и се намира в североизточната му част.